# قلفة يسوع

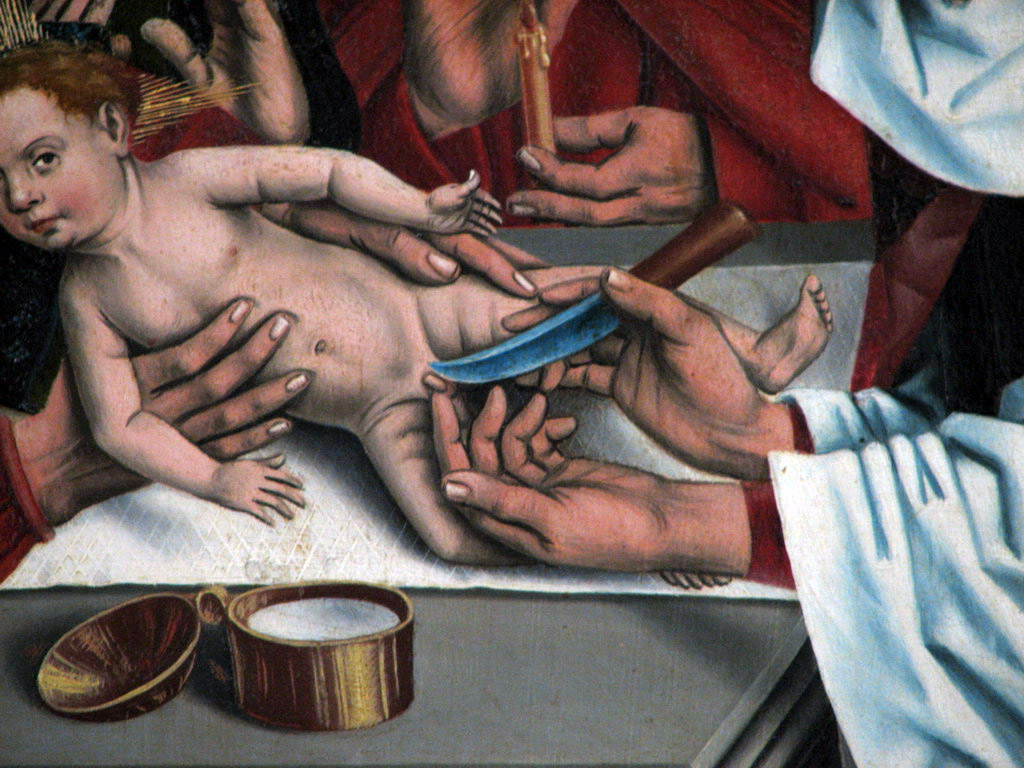
لوحة ختان اليسوع لفريدريك هيرلين

قلفة يسوع أو القلفة المقدسة هي إحدى البقايا البشرية المنسوبة إلى يسوع. ادعت عدة كنائس في أوروبا امتلاك قلف يسوع عبر التاريخ، ونسبت إليها قوة صنع المعجزات.

## التاريخ والادعاءات المتعارضة
يجب أن يختن كل الأولاد اليهود في اليوم الثامن بعد ولادتهم، لذا يقع عيد ختان المسيح الذي تحتفل به عدة كنائس في 1 كانون الثاني. أول ذكر لقصة ختن يسوع في إنجيل الطفولة العربي.
بدأت آثار القلفات تظهر في أوروبا في العصور الوسطى، وكانت أول مشاهدة لها مدونة في 25 كانون الأول سنة 800 عندما اعطى شارلمان القلفة المقدسة إلى البابا ليو الثالث عند تنصيبه كإمبراطور. ادعى شارلمان أن ملاكا اعطاه إياها عندما كان يصلي في كنيسة القيامة، وهناك قصة أخرى تقول انها هدية من الإمبراطورة البيزنطية. وضع البابا القلفة في قدس الأقداس في كاتدرائية كنيسة روما مع آثار وبقايا أخرى.
«حسب ما تقرأ كان هناك 8 أو 12 أو 14 أو 18 قلفة مقدسة في بلدات أوروبية مختلفة في العصور الوسطى» بالإضافة الي كاتدرائية روما كانت هناك قلف في 4 كاتدرائيات و 15 كنيسة في أماكن في إنكلترا وفرنسا وبلجيكا وألمانيا.
إحدى أشهر القلفات وصلت إلى أنتويرب سنة 1100 كهدية من الملك بلدوين الأول الذي اشتراها في فلسطين خلال الحملة الصليبية الأولى. اشتهرت هذه القلفة عندما رأى أسقف كامبراي 3 نقاط دم على قماش المذبح. ولذلك بنيت كنيسة خاصة للعبادة والقداسات تكريما للأثر المقدس الذي أصبح مقصدا للحجاج. اختفت القلفة سنة 1566 لكن بقيت الكنيسة.
ادعى دير شارو في فرنسا أن شارلمان اعطاهم القلفة المقدسة. أخذت القلفة في القرن 12 إلى روما وقدمت للبابا إينوسنت الثالث الذي طلب منه أن يحكم بسلطة القلفة لكنه رفض. ضاعت القلفة حتى سنة 1856 عندما ادعى عامل يصلح الكنيسة أنه وجدها مخبأة في صندوق آثار مقدسة في جدار. لكن هذا الاكتشاف سبب صداما دينيا مع قلفة كالكتا التي قدستها الكنيسة لمئات السنوات. حلت الكنيسة المعضلة بتهديد أي شخص يتكلم عن القلفة المقدسة بالحرمان الكنسي. وقام مجلس الفاتيكان الثاني بإزالة احتفال يوم الختان المقدس من تقويم الكنيسة اللاتينية، لكن الكنائس الكاثوليكية الشرقية ما تزال تحتفل به في 1 كانون الثاني.
القلفة التي أعطاها شارلمان للبابا سرقت خلال احتلال روما في 1527. وفي نفس السنة القي القبض على الجندي الألماني الذي سرقها في قرية كالكتا وخبأها معه في السجن حتى اكتشفت في 1557. حدث بعد الاكتشاف عدة معجزات مثل عواصف غريبة وضباب عطر الرائحة غطى القرية. أكدت الكنيسة صحة الاكتشاف بمنح صكوك غفران مدتها 10 سنوات لمن يزورها. امتلأت القرية بالحجاج والزوار، وأصبحت مهمة على خريطة الحج.

## القلف حديثا
ضاعت معظم القلفات المقدسة أو تدمرت خلال الإصلاح والثورة الفرنسية.
لكن القلفة المقدسة في كالكتا لها أهمية خاصة، فقد ظلت مسيرات للقلفة في القرية حتى سنة 1983 في احتفال يوم الختان. انتهت الاحتفالات لأن الصندوق ومحتوياته سرق.
سخر فولتير في كتابه رسالة في التسامح من تقديس القلفة المقدسة كإحدى الخرافات «الأكثر منطقية من كره ومحاربة أخيك».